# Комиссаров, Вилен Наумович
Виле́н Нау́мович Комисса́ров (23 августа 1924, Ялта — 8 июня 2005, Москва) — советский и российский лингвист, специалист в области перевода и переводоведения, представитель школы лингвистической теории перевода, автор множества публикаций по проблемам семасиологии и английского языка. Доктор филологических наук (1975).

## Биография
Родился в Ялте 23 августа 1924 года. Участник Великой Отечественной войны.
Окончил педагогический факультет ВИИЯ в 1951 году со специализацией по английскому и немецкому языкам. В 1955 году защитил кандидатскую диссертацию «Семантические особенности слов-антонимов в английском языке (На материале некоторых групп качественных прилагательных)», в 1975 году — докторскую диссертацию «Проблемы лингвистического анализа перевода» (официальные оппоненты Л. С. Бархударов, В. Г. Гак и Р. К. Миньяр-Белоручев). Работал редактором в Бюро военно-технического перевода, переводчиком-синхронистом, преподавателем иностранных языков на курсах переводчиков ООН, в МОПИ им. Н. К. Крупской и ВПА им. В. И. Ленина.
Заведуя кафедрой теории, истории и критики перевода в Московском государственном лингвистическом университете, в течение полувека занимался исследованиями переводческой деятельности, преподаванием теории и практики устного (последовательного и синхронного) и письменного перевода.
Был одним из учредителей и членом Правления Союза переводчиков России.
Урна с прахом захоронена в колумбарии Донского кладбища.

## Труды
Им опубликовано свыше 100 научных работ и учебников, среди которых такие неоднократно переиздававшиеся книги, как «Слово о переводе» (1973), «Лингвистика перевода» (1980), «Теория перевода» (1990), «Естественность художественного перевода» (1991), «Теоретические основы методики обучения переводу» (1997), «Общая теория перевода» (1999), «Современное переводоведение. Курс лекций» (1999—2000), «Лингвистическое переводоведение в России. Учебное пособие» (2002), «Современное переводоведение. Учебное пособие» (2004); посмертно выпущен сборник «Переводческие исследования. Избранные статьи 1968—2005» (2020).
Отрывок из книги В. Н. Комиссарова «Современное переводоведение» (с разрешения вдовы):
Методика обучения переводу остается до сих пор слабо разработанной вследствие ряда объективных и субъективных причин. Хотя сама переводческая деятельность имеет свою многовековую историю, потребность преподавания перевода как особой научной дисциплины возникла сравнительно недавно. Широкая сеть учебных заведений, занимающихся подготовкой профессиональных переводчиков, была создана лишь во второй половине двадцатого столетия, и до сих пор не решены многие вопросы, связанные с организацией и содержанием учебного процесса, конечными задачами обучения и требованиями, которые должны предъявляться как к обучаемым, так и к обучающим. Хотя многие учебные заведения обучают будущих переводчиков, ни один вуз не готовит преподавателей перевода и нигде не читаются курсы методики преподавания этой дисциплины. Обучением переводу занимаются либо преподаватели иностранного языка, либо переводчики-практики, хотя понятно, что ни знание языка, ни умение переводить ещё не означают сами по себе способность квалифицированно и успешно вести занятия по переводу со студентами. Для этого нужна и специальная методическая подготовка, знание специфики преподаваемой учебной дисциплины, принципов и методов организации учебного процесса.

## Награды
- Медаль «За боевые заслуги» (1953)[4],
- Медаль «За победу над Германией в Великой Отечественной войне 1941—1945 гг.» (1945)[5].